# Пархачево (Ярославская область)
Пархачево — деревня в Любимском районе Ярославской области.
С точки зрения административно-территориального устройства входит в состав Воскресенского сельского округа. С точки зрения муниципального устройства входит в состав Воскресенского сельского поселения.

## География
Расстояние до:
- Центра района (Любим) — 12,2 км;
- Центра сельского поселения (Гузыцино) — 8 км;
- Центра области (Ярославль) — 84,7 км.

### Климат
Климат характеризуется как умеренно-континентальный с умеренно-теплым влажным летом, умеренно-холодной зимой и ярко выраженными сезонами весны и осени. Среднегодовая температура — +3,2°С. Средняя температура самого тёплого месяца (июля) — +18,2°С; самого холодного месяца (января) — −11,7°С. Абсолютный максимум температуры — +34°С; абсолютный минимум температуры — −35°С.

### Часовой пояс
Пархачево находится в часовой зоне МСК (московское время). Смещение применяемого времени относительно UTC составляет +3:00.

## Население
Население по состоянию на 2010 год — 0 чел., по состоянию на 1989 год — 1 чел.